# Sicherstellungsauftrag
Der Sicherstellungsauftrag ist ein Rechtsinstitut aus dem Recht der gesetzlichen Krankenversicherung und betrifft die Rechtsbeziehungen der Krankenkassen zu Ärzten, Zahnärzten, Psychotherapeuten, Apotheken, Krankenhäusern und sonstigen Leistungserbringern. Die Sicherstellung der vertragsärztlichen und vertragszahnärztlichen Versorgung ist im Vierten Kapitel des SGB V (§§ 69 ff. SGB V) geregelt. Ihre Ziele sind eine bedarfsgerechte Versorgung der Versicherten, die angemessene Vergütung der ärztlichen Leistungen sowie die Beitragssatzstabilität.

## Begriff
Gemäß § 75 SGB V haben die Kassen(zahn)ärztlichen Vereinigungen und die Kassenärztlichen Bundesvereinigungen die vertragsärztliche und vertragspsychotherapeutische Versorgung in dem in § 73 Abs. 2 SGB V bezeichneten Umfang sicherzustellen und den Krankenkassen und ihren Verbänden gegenüber die Gewähr dafür zu übernehmen, dass die vertragsärztliche und vertragspsychotherapeutische Versorgung den gesetzlichen und vertraglichen Erfordernissen entspricht. Die Sicherstellung umfasst auch die angemessene und zeitnahe Zurverfügungstellung der fachärztlichen Versorgung und die vertragsärztliche Versorgung zu den sprechstundenfreien Zeiten (Notdienst). Die Funktion wird als Sicherstellungsassistent bzw. Entlastungsassistent bezeichnet.
Der Begriff der Sicherstellung im Sinne des SGB ist gesetzlich nicht definiert. Gemeinhin wird jedoch zwischen dem allgemeinen und den besonderen Sicherstellungsaufträgen unterschieden.

### Allgemeiner Sicherstellungsauftrag
Der allgemeine Sicherstellungsauftrag der vertragsärztlichen Versorgung ist in § 72 Abs. 1 SGB V geregelt. Danach wirken Leistungserbringer und Krankenkassen zur Sicherstellung der vertragsärztlichen Versorgung der Versicherten zusammen. Der Standort im Ersten Titel des Zweiten Abschnitts des SGB V über die Beziehungen der Krankenkassen zu den Leistungserbringern macht nach der Rechtsprechung des Bundessozialgerichts bereits systematisch deutlich, welche Bedeutung der Sicherstellung der vertragsärztlichen Versorgung von Gesetzes wegen beigemessen wird, bei der es sich in sachlicher und finanzieller Hinsicht um einen „Gemeinwohlbelang von erheblichem Gewicht“ handelt.
Wichtigstes Instrument und für das Vertragsarztwesen prägend sind kollektivrechtliche schriftliche Verträge zwischen den Kassenärztlichen Vereinigungen und den Verbänden der Krankenkassen nach bestimmten inhaltlichen Vorgaben (§ 72 Abs. 2 SGB V). Inhalt der Verträge sind sowohl eine nach Art und Umfang ausreichende, zweckmäßige und wirtschaftliche Versorgung der Versicherten (§§ 12, 70 SGB V) als auch eine angemessene Vergütung der ärztlichen Leistungen, um den Ärzten einen hinreichenden Anreiz zur vertragsärztlichen Zulassung zu bieten. Bedeutsames Beispiel ist der Bundesmantelvertrag (§ 82 Abs. 1 SGB V).

### Besondere Sicherstellungsaufträge

#### Mitglieder der GKV
Den besonderen Auftrag gem. § 75 Abs. 1 SGB V zur Sicherstellung der vertragsärztlichen Versorgung in dem in § 73 Abs. 2 SGB V bezeichneten Umfang erfüllen die Kassenärztlichen Vereinigungen durch Zulassung einer ausreichenden Anzahl von Leistungserbringern, die dann zur Teilnahme an der vertragsärztlichen Versorgung im Wege der Sachleistung  berechtigt und verpflichtet sind (§ 95 Abs. 1, Abs. 3, § 96 SGB V).
Nach § 20 Abs. 1 Zulassungsverordnung für Vertragsärzte (Ärzte-ZV) muss der Arzt oder Psychotherapeut den Versicherten persönlich zur Verfügung stehen, insbesondere Sprechstunden zu den in der vertragsärztlichen Versorgung üblichen Zeiten anbieten. Insoweit ordnet er sich in den der KV obliegenden Sicherstellungsauftrag zur Durchführung einer ordnungsgemäßen Versorgung ein. Der Sicherstellungsauftrag umfasst auch die vertragsärztliche Versorgung zu den sprechstundenfreien Zeiten (Notdienst) sowie die zeitnahe Vermittlung von Behandlungsterminen durch Terminservicestellen (§ 75 Abs. 1a, 1b SGB V).
Dem Sachleistungsprinzip entsprechend konkretisiert der Vertragsarzt die Ansprüche der Versicherten gegenüber den Krankenkassen, definiert das Kranksein der Patienten und den Bedarf an ärztlichen und sonstigen Dienst- und Sachleistungen. Leistungen, die nicht notwendig oder unwirtschaftlich sind, können Versicherte nicht beanspruchen, dürfen die Leistungserbringer nicht bewirken und die Krankenkassen nicht bewilligen (§ 12 Abs. 1 Satz 2 SGB V). Der Vergütungsanspruch richtet sich nicht gegen den Versicherten, sondern an die zuständige Kassenärztliche Vereinigung (§ 630a Abs. 1 BGB, § 85 Abs. 1, 87b SGB V).
Die Versicherten wiederum können die Sachleistungen der vertragsärztlichen Versorgung jederzeit beanspruchen, ohne im Einzelfall über Art und Umfang der Leistungen sowie deren Vergütung eine Einigung mit dem behandelnden Vertragsarzt herbeiführen zu müssen. Die Vertragsärzte erbringen nämlich nur für die eigentlich zur Leistung verpflichteten Krankenkassen die von diesen selbst nicht unmittelbar erbringbaren Sach- und Dienstleistungen, ohne dass diese Leistungen zur Disposition der Leistungserbringer stehen (§ 2 und § 12 SGB V).
Die ordnungsgemäße Erfüllung der vertragsärztlichen Pflichten setzen die KVen kraft der ihnen in § 81 Abs. 5 SGB V übertragenen Disziplinargewalt durch, die sie zur Sicherstellung der Versorgung einzusetzen haben, § 75 Abs. 2 SGB V.

#### Erweiterungen
§ 75 Abs. 3–6 SGB V erweitern den gesetzlichen Sicherstellungsauftrag über die vertragsärztliche Versorgung hinaus.

##### Heilfürsorgeberechtigte
§ 75 Abs. 3 SGB V betrifft die ärztliche Versorgung von Personen, die auf Grund dienstrechtlicher Vorschriften über die Gewährung von Heilfürsorge einen Anspruch auf unentgeltliche ärztliche Versorgung haben und in der GKV versicherungsfrei sind (§ 6 Abs. 1 Nr. 2 SGB V), beispielsweise Polizeivollzugsbeamten der Bundespolizei. Diesen wird gem. § 70 Abs. 2 BBesG Heilfürsorge gewährt. Die Heilfürsorge wird grundsätzlich als Sachleistung gewährt, die Leistungen der Heilfürsorge entsprechen den Leistungen der gesetzlichen Krankenversicherung nach dem Fünften Buch Sozialgesetzbuch (§§ 2, 4 Bundespolizei-Heilfürsorgeverordnung).

##### Strafgefangene
In der Regel endet für Pflichtversicherte der gesetzlichen Krankenversicherung das Versicherungsverhältnis wegen der Inhaftierung, da der die Versicherungspflicht begründende Sachverhalt wie eine Beschäftigung gegen Arbeitsentgelt, der Bezug von Arbeitslosengeld oder Arbeitslosengeld II gem. § 5 Abs. 1 Nr. 1 bis 2a SGB V entfällt. Im Fall der freiwilligen Krankenversicherung, einer Krankenversicherungspflicht aufgrund eines Rentenantrages oder wegen des Bezugs von Rente aus der gesetzlichen Rentenversicherung bleibt das Versicherungsverhältnis zwar auch während der Inhaftierung bestehen, die Leistungen ruhen jedoch für die Dauer der Haft (§ 16 Abs. 1 Nr. 4 SGB V). Die Gefangenen haben einen vorrangigen Anspruch auf Gesundheitsfürsorge nach den Strafvollzugsgesetzen (vgl. § 61 StVollzG), der nach dem Äquivalenzprinzip des § 3 Abs. 1 StVollzG an den allgemeinen Lebensverhältnissen und damit an den Vorgaben der gesetzlichen Krankenkassen orientiert ist.
§ 75 Abs. 4 SGB V bezieht die ärztliche Behandlung von Gefangenen in Justizvollzugsanstalten in Notfällen außerhalb der Dienstzeiten der Anstaltsärzte und Anstaltszahnärzte in den Sicherstellungsauftrag ein.

##### Knappschaftliche Krankenversicherung
Soweit die ärztliche oder psychotherapeutische Versorgung in der knappschaftlichen Krankenversicherung der Deutschen Rentenversicherung Knappschaft-Bahn-See nicht durch Knappschaftsärzte sichergestellt wird, haben die Kassenärztlichen Vereinigungen außerhalb der traditionellen Bergbauregionen die Versorgung der knappschaftlich Versicherten sicherzustellen (§ 75 Abs. 4 SGB V).

##### Versicherte im Standard- und Basistarif
Die Kassenärztlichen Vereinigungen und die Kassenärztlichen Bundesvereinigungen haben gem. § 75 Absatz 3a Satz 1 SGB V auch die ärztliche Versorgung der im brancheneinheitlichen Standard- und Basistarif sowie dem Notlagentarif privat Versicherten mit den in diesen Tarifen versicherten ärztlichen Leistungen sicherzustellen.
An die Sicherstellung gem. § 75 Absatz 3a Satz 1 SGB V sind keine geringeren Anforderungen zu stellen sind als an die Sicherstellung der vertragsärztlichen Versorgung der gesetzlich Versicherten gem. § 75 Absatz 1 und 2 SGB V. Im Unterschied zu den anderen in § 75 SGB V erfassten Personen haben diese Versicherten jedoch keine Sachleistungsansprüche gegen die Vertragsärzte und -zahnärzte. Soweit eine Kassenärztliche Vereinigung ihre Mitglieder nicht verpflichtet, Versicherte des Basistarifs zu behandeln, steht es den Vertragsärzten daher frei, ob sie diese Versichertengruppe behandeln. Sie haben also die Wahl, entweder eine Behandlung zu den Bedingungen des Basistarifs durchzuführen oder eine solche Behandlung abzulehnen.

## Übergang des Sicherstellungsauftrags
§ 72a SGB V sieht den Übergang des Sicherstellungsauftrags auf die Krankenkassen vor, wenn mehr als die Hälfte aller in einem Zulassungsbezirk oder einem regionalen Planungsbereich niedergelassenen Vertragsärzte auf ihre Zulassung nach § 95b Abs. 1 verzichtet oder die vertragsärztliche bzw. vertragspsychotherapeutische Versorgung verweigert und festgestellt wurde, dass die Versorgung nicht mehr sichergestellt ist. In diesem Fall schließen die Krankenkassen oder die Landesverbände der Krankenkassen und die Ersatzkassen gemeinsam und einheitlich Einzel- oder Gruppenverträge unmittelbar mit Ärzten, Psychotherapeuten, Zahnärzten, Krankenhäusern oder sonstigen geeigneten Einrichtungen. Sie können auch Eigeneinrichtungen gem. § 140 Abs. 2 SGB V errichten.
Nach einer von Ende November 2012 bis Anfang Januar 2013 durchgeführten Umfrage im Auftrag der Kassenärztlichen Bundesvereinigung (KBV) möchte die überwiegende Mehrheit aller rund 150 000 Vertragsärzte und Vertragspsychotherapeuten in Deutschland, dass der Sicherstellungsauftrag für die ambulante medizinische Versorgung weiterhin von der ärztlichen Selbstverwaltung wahrgenommen wird. Allerdings befürworten dies die meisten nur, wenn sich die Rahmenbedingungen erheblich ändern, etwa bei der durch Richtlinien des Gemeinsamen Bundesausschusses (GBA) eingeschränkten ärztlichen Therapiefreiheit und Arzneimittelverordnung, Regressen und wachsendem Verwaltungsaufwand im Praxisalltag, beispielsweise durch Ausstellen schriftlicher Präventionsempfehlungen (§ 20 Abs. 5 SGB V).
Niedergelassene Vertragsärzte dürfen nach der Rechtsprechung des Bundessozialgerichts ihre Praxen nicht schließen, um durch die Verweigerung der Behandlung der Versicherten Druck auf Krankenkassen und Kassenärztliche Vereinigungen zur Erhöhung der Vergütung der vertragsärztlichen Leistungen auszuüben („Ärztestreik“).

## Historie
Im Jahr 1883 wurden gesetzliche Krankenkassen zur ambulanten und stationären Versorgung der Bevölkerung eingeführt. In jeder Stadt schloss die Allgemeine Ortskrankenkasse Krankenversicherungsverträge mit den Versicherungsnehmern ab. Die AOK musste also die gesundheitliche Versorgung ihrer Mitglieder sicherstellen, ohne über eigene Ärzte und Krankenhäuser zu verfügen. Die gesetzlichen Krankenkassen hatten den Sicherstellungsauftrag. Sie mussten entsprechende Verträge abschließen.
Mit den Krankenanstalten wurden Verträge für die stationäre Versorgung abgeschlossen. Sie gelten im Wesentlichen seit damals fort. In den Budgetverhandlungen legen die Vertragsparteien nach § 18 Absatz 2 Krankenhausfinanzierungsgesetz (KHG) unter Beachtung des Versorgungsauftrages die Leistungsstruktur und das Budget des Krankenhauses fest.
Auch für die ambulante Versorgung war es den Krankenkassen freigestellt, mit wie vielen und mit welchen niedergelassenen Ärzten sie Verträge schlossen. So stellten sie auch die ambulante medizinische Versorgung ihrer Versicherten sicher. In diesen Verträgen galt für die beteiligten Ärzte eine Präsenspflicht und eine Residenzpflicht. Sie mussten also am Praxisort wohnen und rund um die Uhr erreichbar sein (oder für eine kollegiale Vertretung sorgen). Die Präsenspflicht gilt heute noch. Auch in den Mittagspausen muss die durchgehende Erreichbarkeit des Arztes sichergestellt sein; außerhalb der Sprechstundenzeiten wurde ein Ärztlicher Notdienst (sogenannte Sitzdienste und Fahrdienste) eingerichtet.
Auf Initiative des Leipzigerer Arztes Hermann Hartmann wurde am 13. September 1900 der Verband der Ärzte Deutschlands zur Wahrung ihrer wirtschaftlichen Interessen (Leipziger Verband, heute: Hartmannbund) gegründet und die Dominanz der Krankenkassen unter anderem durch Streikmaßnahmen in Frage gestellt und bekämpft.
1913 wurde unter staatlichem Druck das Berliner Abkommen zwischen dem Leipziger Verband und den großen Kassenverbänden geschlossen. Damit wurde der Sicherstellungsauftrag ansatzweise von den Krankenkassen an die Ärzteschaft verlagert. Außerdem wurde den Ärzten ein Mitspracherecht bei der Zulassung von Kassenärzten eingeräumt; Voraussetzung ist jeweils ein Antrag auf Zulassung zur Teilnahme an der vertragsärztlichen Versorgung. 
Durch die „Vierte Verordnung des Reichspräsidenten zur Sicherung von Wirtschaft und Finanzen und zum Schutze des inneren Friedens“ vom 8. Dezember 1931 regelte die Regierung das „Kassenarztrecht“. So wurden die Kassenärztlichen Vereinigungen gegründet, die einen Gesamtvergütungsanspruch erhielten, den sie kollektivvertraglich aushandeln durften. Sie übernahmen dafür im Gegenzug von den Krankenkassen den Sicherstellungsauftrag für die gesamte ambulante Versorgung (allerdings ohne dass der Auftrag, die Sicherstellung der ärztlichen Versorgung der Versicherten zu übernehmen, explizit im Gesetzeswortlaut festgeschrieben wurde) und erhielten das Recht, die Bedarfsplanung des ambulanten Sektors zu gestalten. Es bestand eine eindeutige Trennung zwischen dem ambulanten und dem stationären Sektor.
Durch das „Gesetz über Kassenarztrecht“ (GKAR) von 1955 erhielten die Kassenärztlichen Vereinigungen und die Kassenärztliche Bundesvereinigung schließlich ausdrücklich den Sicherstellungsauftrag. § 368n Absatz 1 S. 1 der Reichsversicherungsordnung in der Fassung des GKAR lautete:
„Die Kassenärztlichen Vereinigungen und die Kassenärztlichen Bundesvereinigungen haben die nach § 182 den Krankenkassen obliegende ärztliche Versorgung sicherzustellen und den Krankenkassen und ihren Verbänden gegenüber die Gewähr dafür zu übernehmen, dass die kassenärztliche Versorgung den gesetzlichen und vertraglichen Erfordernissen entspricht.“
Dadurch wurde das System der Kassenärztlichen Vereinigungen als „Körperschaften des öffentlichen Rechts“ erneut installiert. Die Bedarfsplanung wurde an die ärztliche Selbstverwaltung übergeben, dafür verzichteten die Ärzte auf Streik- und Kampfmaßnahmen und unterwarfen sich einem Schiedsverfahren vor dem Landesschiedsamt, wenn sie sich nicht mit den Krankenkassen auf eine Vergütung einigen können.
1989 wurde das Kassenarztrecht in das SGB V überführt und der Sicherstellungsauftrag darin übernommen.
In den seit 1955 erfolgten Reformwerken des Kassenarztgesetzes und später des SGB V wurde die ungeteilte Sicherstellung sukzessive durch § 118, § 140, § 115b, § 116b, § 73b und § 73c eingegrenzt und entspricht inzwischen nicht mehr der Ausgangssituation.
So hat sich die einstige Monopolstellung der niedergelassenen Ärzte und der Kassenärztlichen Vereinigung inzwischen verändert. Es kam vor allem seit 1993 zu Durchbrechungen des Sicherstellungsauftrags, häufig zugunsten der Krankenhäuser. Die wichtigsten Durchbrechungen sind:
- die vor- und nachstationären Behandlungen (§ 115a SGB V) und die ambulanten Operationen und stationsersetzenden Eingriffe (§115b SGB V), die mit dem Gesundheitsstrukturgesetz (GSG) seit 1993 im Krankenhaus möglich sind,
- die integrierte Versorgung in der Fassung seit dem GKV-Modernisierungsgesetz (GMG) 2004,
- die hausarztzentrierte Versorgung nach § 73b SGB V in der Fassung seit dem GKV-Wettbewerbsstärkungsgesetz (GKV-WSG) 2007,
- die besondere ambulante ärztliche Versorgung nach § 73c SGB V in der Fassung seit dem GKV-WSG 2007,
- die ambulante Versorgung durch zugelassene Krankenhäuser nach § 116b Absatz 2 SGB V seit dem GKV-WSG,
- die ambulante spezialfachärztliche Versorgung[22] nach § 116b SGB V i. d. F. nach dem GKV-Versorgungsstrukturgesetz (GKV-VStG), die neben den an der vertragsärztlichen Versorgung teilnehmenden Ärzten und Einrichtungen auch für zugelassene Krankenhäuser möglich ist.

Dazu kommt die Abkehr vom Postulat der ambulanten Behandlung der Versicherten ausschließlich durch in eigener Praxis tätige Ärzte oder Psychotherapeuten. Das zeigt nicht nur die Einführung der Medizinischen Versorgungszentren (MVZ) als solche, sondern auch die Tatsache, dass neben Vertragsärzten und Vertragspsychotherapeuten unter anderem auch Krankenhäuser MVZ gründen können.

## Österreich

### Sozialversicherungsgesetz
In Österreich sind nach § 84a Allgemeines Sozialversicherungsgesetz (ASVG) der Hauptverband der österreichischen Sozialversicherungsträger sowie die einzelnen Sozialversicherungsträger Adressaten eines Auftrags, sich an der nachhaltigen Sicherstellung der Versorgung der Versicherten unter Einbeziehung von wissenschaftlichen (insbesondere gesundheitsökonomischen) Erkenntnissen durch Mitarbeit an einer regionen- und sektorenübergreifenden Planung, Steuerung und Finanzierung des Gesundheitswesens zu beteiligen. Die in der Bundesgesundheitskommission abgestimmten Ergebnisse sollen durch koordiniertes Vorgehen bei der Versorgung der Versicherten mit dem Ziel eines optimierten Mitteleinsatzes umgesetzt werden.

### Bundesabgabenordnung
Nach § 232 Bundesabgabenordnung (BAO) kann die Abgabenbehörde, sobald der Tatbestand verwirklicht ist, an den die Abgabenvorschriften die Abgabepflicht knüpfen, selbst bevor die Abgabenschuld dem Ausmaß nach feststeht, bis zum Eintritt der Vollstreckbarkeit § 226 BAO an den Abgabepflichtigen einen Sicherstellungsauftrag erlassen, um einer Gefährdung oder wesentlichen Erschwerung der Einbringung der Abgabe zu begegnen.